# Jongok Bathin
Jongok Bathin is een bestuurslaag in het regentschap Aceh Tengah van de provincie Atjeh, Indonesië. Jongok Bathin telt 350 inwoners (volkstelling 2010).